# Земо-Чинчриани
Земо-Чинчриани (груз. ზემო ჭინჭრიანი) — село в Грузии, на территории Тетрицкаройского муниципалитета края (мхаре) Квемо-Картли.

## География
Село находится в юго-восточной части Грузии, к северу от реки Алгети, на расстоянии приблизительно 24 километров (по прямой) к северо-западу от города Тетри-Цкаро, административного центра муниципалитета. Абсолютная высота — 1491 метр над уровнем моря.

## Население
По результатам официальной переписи населения 2014 года в Земо-Чинчриани проживал 1 человек (мужчина).